# Handicap (scommesse)
L'handicap nelle scommesse è una tipologia di scommessa utilizzata dai bookmaker per rendere più equilibrate ed interessanti le competizioni sportive tra squadre o atleti con differenze significative di abilità. Questo tipo di scommessa offre agli scommettitori l'opportunità di scommettere su eventi sportivi in cui una squadra o un atleta è considerato nettamente favorito rispetto all'altro. L'handicap viene assegnato sotto forma di punteggio o vantaggio per livellare il campo di gioco e rendere la scommessa più avvincente.

## Scommesse con handicap +2
Le scommesse con handicap prevedono l'assegnazione di un vantaggio o svantaggio a una delle squadre o degli atleti coinvolti nell'evento. Questo handicap viene aggiunto o sottratto al risultato finale per determinare il vincitore della scommessa. 
Ad esempio, in una partita di calcio tra la squadra A e la squadra B, se la squadra A è considerata favorita, potrebbe ricevere un handicap negativo, come -1 gol. In questo caso, per vincere la scommessa sulla squadra A 1H(-1), questa deve vincere la partita con almeno due gol di differenza. +1 Casa, +2 casa, 1-1, 2-2, 1-0, 2-1, 3-1, e cosi via. 
Quindi i possibili risultati vincenti possono essere: 2-0, 3-1, 4-2, 5-3, 6-4 e così via.
Se la squadra A vince con un solo gol di differenza, il risultato sarà considerato un pareggio e quindi la scommessa sarà perdente. Mentre se si scommette con l'XH (0:1), quindi con 1 margine di gol a favore della squadra B, dovrà terminare il match esattamente con 1 gol di scarto partendo da -1 e portando di fatto il risultato in parità e dunque sulla X.
In questo caso i possibili risultati vincenti possono essere: 1-0, 2-1, 3-2, 4-3, 5-4 e così via.
Viceversa se la squadra B vince con un solo gol di differenza, il risultato sarà considerato un pareggio e quindi la scommessa sarà perdente. Mentre se si scommette con l'XH (1:0), quindi con 1 margine di gol a favore della squadra A, dovrà terminare il match esattamente con 1 gol di scarto partendo da -1 e portando di fatto il risultato in parità e dunque sulla X.
In questo caso i possibili risultati vincenti possono essere: 0-1, 1-2, 2-3, 3-4, 4-5 e così via.
Se si vuole puntare alla squadra B, considerata sfavorita, si può puntare con il 2H(-1), dando 1 gol di margine a favore della squadra A, in modo che se la squadra B segna 2 gol di differenza rispetto alla squadra A, la scommessa risulterà vincente.
Quindi in questo caso i possibili risultati vincenti possono essere: 0-2, 1-3, 2-4, 3-5, 4-6 e così via.
Per aumentare i gol di scarto e aumentare la quota per ottenere una vincita maggiore, si può scommettere sugli esiti proposti dai bookmaker indicati tra parentesi come (2:0 o 0:2, 3:0 o 0:3 e così via).

## Tipi di handicap

### Handicap Asiatico
L'handicap asiatico è una tipologia di scommessa popolare originaria dell'Asia, in cui vengono assegnati handicap alle squadre o agli atleti in modo da ridurre a soli due possibili esiti, eliminando così la possibilità di un pareggio.
Esistono vari tipi principali di handicap asiatico, i principali sono: l'handicap asiatico ad un quarto di linea, l'handicap asiatico a mezza linea e l'handicap asiatico a linea intera.

#### Handicap asiatico ad un quarto di linea
L'Handicap asiatico ad un quarto di linea viene chiamato anche "quarter goal handicap", in cui vengono assegnati con valori come 0,25, 0,75 ecc.

##### Handicap asiatico 0.25
Nell'handicap asiatico 0.25 viene assegnato 1/4 di vantaggio alla squadra sfavorita, quindi per risultare vincente, la squadra a cui è stato applicato lo svantaggio deve vincere la partita con almeno un gol di scarto e se la partita termina con un pareggio, la scommessa viene rimborsata per metà del suo importo.

##### Handicap asiatico 0.75
In questo caso l'handicap asiatico 0.75 viene assegnato un 3/4 di vantaggio alla squadra sfavorita, quindi per risultare vincente, la squadra a cui è stato applicato lo svantaggio deve vincere la partita con almeno un gol di scarto e se la partita termina con un pareggio o una sconfitta per la squadra scelta, la scommessa viene rimborsata a metà.

#### Handicap asiatico a mezza linea
Nell'handicap asiatico a mezza linea vengono assegnati con valori come 0,5, 1,5, 2,5, ecc. 

##### Handicap asiatico 0.5
Con l'handicap asiatico 0.5 viene assegnato uno svantaggio di mezzo gol, quindi per risultare vincente, la squadra a cui è stato applicato lo svantaggio deve vincere la partita con almeno un gol di scarto.

##### Handicap asiatico 1.5
L'handicap asiatico 1.5 viene assegnato uno svantaggio di un gol e mezzo, quindi per risultare vincente, la squadra a cui è stato applicato lo svantaggio deve vincere la partita con almeno due gol di scarto.

##### Handicap asiatico 2.5
L'handicap asiatico 2.5 viene assegnato uno svantaggio di due gol e mezzo, quindi per risultare vincente, la squadra a cui è stato applicato lo svantaggio deve vincere la partita con almeno tre gol di scarto.

#### Handicap asiatico a linea intera
Nel caso dell'handicap asiatico a linea intera vengono utilizzati valori interi come 0, 1, 2, 3, ecc.
L'handicap asiatico può anche includere il "quarter goal handicap", che combina i due tipi di handicap precedentemente menzionati.

##### Handicap asiatico 0
Nel caso dell'handicap asiatico 0, si scommette sulla squadra che vince la partita, ma a differenza della classica scommessa fissa 1 o 2, si ottiene un rimborso completo se la partita finisce con un pareggio.

##### Handicap asiatico 1.0
Nell'handicap asiatico 1 viene assegnato alla squadra sfavorita con un vantaggio di 1-0. Se perde per un solo gol di scarto, si riceve l'intero rimborso della puntata, mentre se vince o pareggia la scommessa sarà vinta.

##### Handicap asiatico 2.0
Con l'handicap asiatico 2 invece viene assegnato alla squadra sfavorita con un vantaggio di 2-0. Se perde con un gol di scarto, si riceve il rimborso della metà della puntata, mentre se perde con 2 gol di scarto si riceve l'intero rimborso della puntata effettuata. Con una sconfitta di 3 o più gol di scarto la scommessa sarà perdente.

#### Handicap 3-way
L'handicap 3-way (in italiano in 3 modi), prevede tre opzioni di vincita e si basa su possibili situazioni di pareggio. Quindi si propongono tre casi validi di vittoria con pareggio, senza alcuna sommatoria di vantaggio. Se una partita viene vinta con 1 gol di scarto dalla squadra favorita, viene considerata come un pari, mentre se i gol sono 2 la squadra favorita risulterà vincente. Se la partita finisce con 1-2 o 0-2 per la squadra sfavorita, allora verrà assegnata la vittoria a quest'ultima.
| Asian Handicap | Vince per 2 gol | Vince per 1 gol  | Pareggio         | Perde per un gol | Perde per due gol |
| -------------- | --------------- | ---------------- | ---------------- | ---------------- | ----------------- |
| -1,5           | Vincente        | Perdente         | Perdente         | Perdente         | Perdente          |
| -1,25          | Vincente        | Metà Perdente    | Perdente         | Perdente         | Perdente          |
| -1             | Vincente        | Rimborso Puntata | Perdente         | Perdente         | Perdente          |
| -0,75          | Vincente        | Metà Vincente    | Perdente         | Perdente         | Perdente          |
| -0,5           | Vincente        | Vincente         | Perdente         | Perdente         | Perdente          |
| -0,25          | Vincente        | Vincente         | Metà Perdente    | Perdente         | Perdente          |
| 0              | Vincente        | Vincente         | Rimborso Puntata | Perdente         | Perdente          |
| +0,25          | Vincente        | Vincente         | Metà Vincente    | Perdente         | Perdente          |
| +0,5           | Vincente        | Vincente         | Vincente         | Perdente         | Perdente          |
| +0,75          | Vincente        | Vincente         | Vincente         | Perdente         | Perdente          |
| +1             | Vincente        | Vincente         | Vincente         | Metà Perdente    | Perdente          |
| +1,25          | Vincente        | Vincente         | Vincente         | Rimborso Puntata | Perdente          |
| +1,5           | Vincente        | Vincente         | Vincente         | Metà Vincente    | Perdente          |

### Handicap Europeo
Il mercato dell'handicap europeo, noto anche come handicap a tre opzioni, è un tipo di scommessa in cui viene assegnato un vantaggio in termini di gol o punti alla squadra o all'atleta sfavorito. A differenza dell'handicap asiatico, l'handicap europeo mantiene la possibilità di un pareggio come risultato. Tipicamente, l'handicap europeo viene espresso con valori interi come 1, 2, 3, ecc. In questo caso, gli scommettitori possono scegliere fra tre possibili risultati: la vittoria della squadra favorita tenendo conto dell'handicap, la vittoria della squadra sfavorita con l'handicap, oppure il pareggio con l'handicap applicato.

#### Handicap europeo 1.0
Nell'handicap europeo 1.0 (o H-1) si assegna alla squadra di casa uno svantaggio di un gol, quindi se si aggiudica la partita con 2 gol di scarto la scommessa sarà vincente.

#### Handicap europeo 2.0
Con l'handicap europeo 2.0 (o H-2) si assegna alla squadra di casa uno svantaggio di due gol, quindi se si aggiudica il match con 3 gol di scarto la scommessa sarà vincente.

#### Handicap europeo 3.0
Stessa cosa con l'handicap europeo 3.0 (o H-3) in cui si assegna alla squadra di casa uno svantaggio di tre gol, quindi se si aggiudica il match con 4 gol di scarto la scommessa sarà vincente.
Sia per l'handicap asiatico che per l'handicap europeo, la scommessa può essere effettuata anche all'inverso, cambiando la puntata con il segno opposto dietro al valore dei gol di scarto. Quindi con un handicap + 1.0, si può scommettere al contrario cambiando la puntata sul - 1.0 invertendo l'esito dell'handicap.

## Vantaggi e svantaggi delle scommesse con handicap

### Vantaggi
- Opportunità migliori contro il bookmaker e le loro margini
- Dai bookmaker asiatici non rischi di essere limitato
- Hai modo di ricevere un rimborso per la metà della tua puntata o l’intera puntata
- Trovi un valore di scommettere anche per una partita con un chiaro favorito

### Svantaggi
- Una selezione meno esaustiva rispetto ai mercati di scommesse europee.
- In Italia attualmente soltanto Bet365 offre delle quote per l’handicap asiatico
- Più difficile trovare delle quote sbagliate siccome sono basate sul mercato e non è il bookmaker a decidere il risultato della partita.[7]